# سرود مقدسي
سرود سالم متي مقدسي ، (1975-) هو طبيب آشوري عراقي، سياسي، وعضو في برلمان حكومة إقليم كردستان. مقدسي هو واحد من أحد عشر ممثلاً فقط انتُخبوا لتمثيل الأقليات في الجمعية المكونة من 111 عضوًا في كردستان العراق. يمثل مقدسي حزبًا سياسيًا يقوده الآشوريون يُدعى أبناء بلاد الرافدين (أبناء النهرين)، وانتُخب لأول مرة في البرلمان عام 2013. هو حاليًا واحد من خمسة آشوريين يخدمون في الجمعية. كان مقدسي سابقًا عضوًا في الحركة الديمقراطية الآشورية.

## الحياة المبكرة
وُلِد سرود مقدسي في العراق في منطقة عنكاوا ، حيث نشأ في حي آمن نسبيًا، يقطنه الآشوريون ، وكان والده موظفًا حكوميًا، يعمل في مديرية الزراعة في أربيل ، كما خدم والده سابقًا في الجيش العراقي كجندي خلال حرب العراق وإيران ، وكانت والدته ربة منزل. ، يتذكر طفولته كطفولة بسيطة، حيث كان معظم الناس سعداء بما لديهم. عند تأمل طفولته، قيل عن المقدسي:
"كنا سعداء وراضين بما لدينا، أكثر بكثير من الحياة المعقدة التي يعيشها الأطفال اليوم." كنا نشعر بالأمان أثناء اللعب في الشوارع أو الأماكن العامة الأخرى مع أفراد العائلة والأصدقاء. أحيانًا، كانت تحدث بعض الأحداث المؤسفة التي تصيب مجتمعنا من وقت لآخر، خاصة عندما كنا نتلقى جثث شهدائنا في حرب إيران والعراق. لا أستطيع نسيان وجوههم. صرخات أرواح أحبائهم لا تزال تطاردني حتى اليوم".

## التعليم
بدأ تعليمه في المدرسة الابتدائية في مسقط راسه عنكاوا حتي انتهي من الثانوية العامة ، ثم دخل الجامعة وحصل علي درجة البكالوريوس وتخرج من كلية الطب ، ولم يكتفي بل أكمل دراسته الجامعية حتي حصل علي درجة الماجستير في جراحة العظام من جامعة صلاح الدين في أربيل.

## المسيرة الطبية
بعد تخرجه من كلية الطب في أربيل، بدأ مقدسي العمل كطبيب متدرب في مستشفيات مختلفة في أربيل. عمل لاحقًا كمستشار أول في جراحة العظام في مستشفى أربيل التعليمي. بعد ذلك بوقت قصير، رُقِّيَ إلى مسؤول أول في جراحة العظام، حيث حصل على درجة تخصص عالية في جراحة العظام.

## الحياة السياسية
انخرط مقدسي في العمل السياسي عندما انضم إلى الحركة الديمقراطية الآشورية في عام 1997. شغل مناصب مختلفة في فرع المنظمة في أربيل. في عام 2007، انتُخب ليكون رئيس المؤتمر الخامس للحركة الديمقراطية الآشورية في دهوك، وبعد ثلاث سنوات في عام 2010، انتُخب ليكون عضوًا في لجنة الرقابة الحزبية خلال المؤتمر السابع للحركة في بغداد.
يقول مقدسي إنه اتبع مسيرة سياسية ليكون مدافعًا عن شعبه الآشوري (المعروف أيضًا بالكلدان والسريان) الذين عانوا من الإهمال والتهميش منذ أوائل القرن العشرين. قال إنه يعتقد أن الهوية الوطنية والحقوق العرقية للآشوريين أًنكِرت في العراق، على الرغم من أنهم السكان الأصليون للأرض.
في عام 2013، استقال مقدسي من الحزب الديمقراطي الآشوري، مع عدد من قادة وأعضاء الحزب، بما في ذلك بعض المؤسسين المشاركين للحزب. كان جزءًا من تشكيل الحزب السياسي الجديد أبناء الرافدين، أو أبناء النهرين، الذي شعروا أنه يجسد رؤية جديدة. انتُخب المقدسي ليكون عضوًا في برلمان حكومة إقليم كردستان في عام 2013 ممثلاً عن أبناء النهرين.

## اقتباسات
"لقد كنا هنا كأمة لمدة 6000 عام وكأقباط لمدة 1700 عام"، يقول الدكتور سرود مقدسي، عضو البرلمان الكردي. لدينا ثقافتنا ولغتنا وتقاليدنا الخاصة".